# Aglaia argentea
Aglaia argentea é uma espécie de planta na família Meliaceae. É encontrada em Austrália, Brunei, Índia, Indonésia, Malásia, Myanmar, Papua-Nova Guiné, Filipinas, Ilhas Salomão e Tailândia.